# Leszek Kozłowski

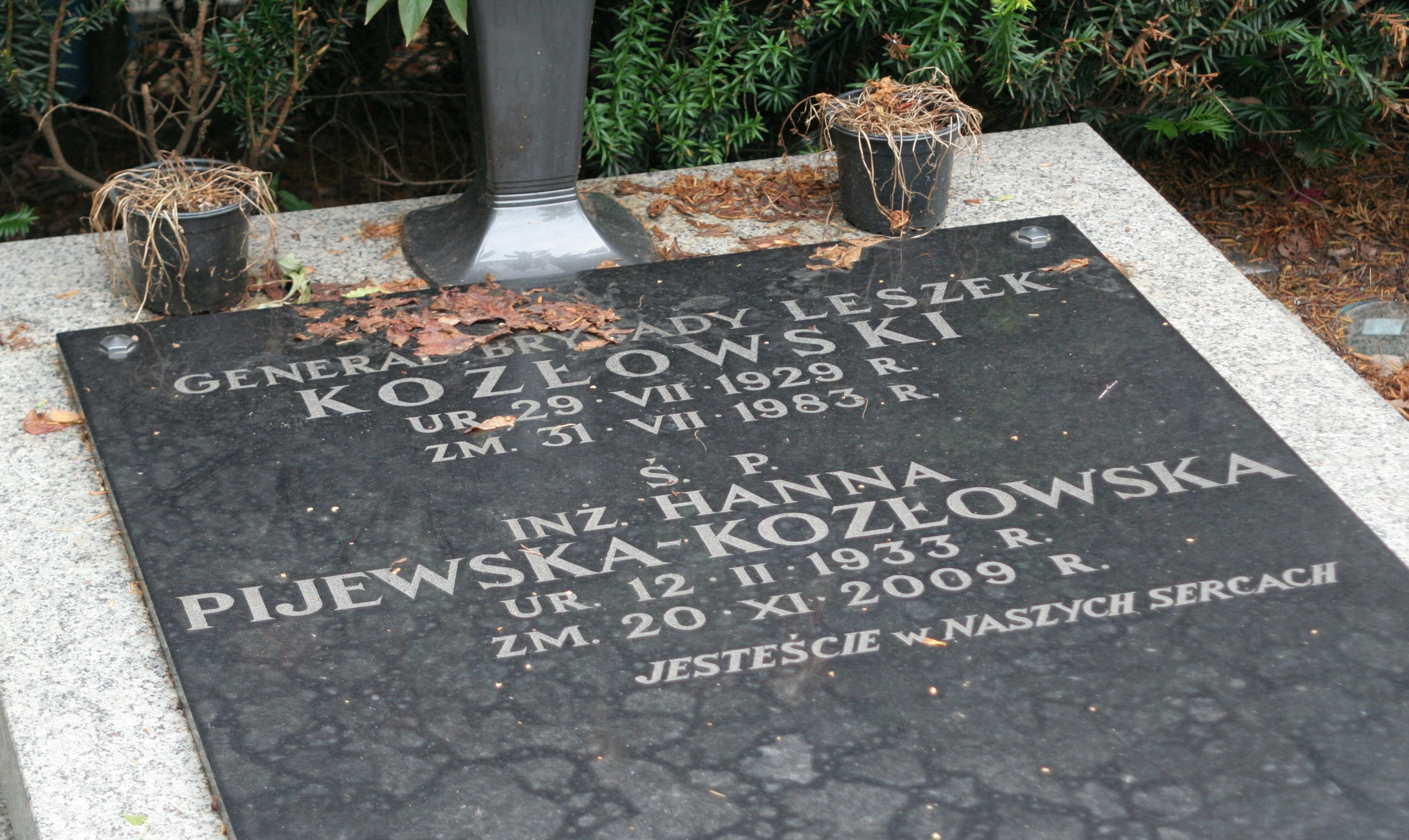
Grób Leszka Kozłowskiego na Wojskowych Powązkach

Leszek Kozłowski (ur. 29 lipca 1929 w Krośnie, zm. 31 lipca 1983 w Warszawie) – generał brygady Wojska Polskiego.

## Życiorys
Urodził się 29 lipca 1929 roku w Krośnie w rodzinie robotniczej; syn Jana. Po ukończeniu siedmiu klas szkoły powszechnej w Piekiełku od 1 listopada 1944 do 28 lutego 1945 pracował jako robotnik w Zakładach Farmaceutycznych w Tarchominie. Od 1 marca 1945 do 24 kwietnia 1947 – uczeń gimnazjum mechanicznego w Skawiencicach. Przerwał naukę i ochotniczo wstąpił do Ludowego Wojska Polskiego. Ukończył zaocznie Liceum Ogólnokształcące w Warszawie i zdał maturę. W 1951 roku zawarł związek małżeński z Danutą Kraśniej. Miał z tego związku dwie córki: Bożenę i Kamilę.
W Wyższej Szkole Oficerskiej Wojsk Zmechanizowanych im. Tadeusza Kościuszki dokonał wielu zmian organizacyjnych i personalnych. Rozbudował i zmodernizował bazę dydaktyczną oraz unowocześnił infrastrukturę. Opinie za okres służby w Wyższej Szkole Oficerskiej Wojsk Zmechanizowanych wystawione przez szefa Głównego Zarządu Szkolenia Bojowego – gen. broni Wojciecha Barańskiego – są pozytywne. W ostatnim okresie życia przebywał w szpitalu w związku z ciężką chorobą. Zmarł 31 lipca 1983 roku w Warszawie. Został pochowany na Powązkach Wojskowych w Warszawie (kwatera B4-9-2).
5 września 1983 został skreślony z ewidencji generałów i admirałów.
10 października 1983 gen. broni Florian Siwicki, w zastępstwie Ministra Obrony Narodowej, wyróżnił go pośmiertnie wpisem do „Honorowej Księgi Czynów Żołnierskich”.

## Przebieg służby według zeszytu ewidencyjnego[4]
- 25.IV.47 – ochotniczo wstępuje do LWP, Wojskowa Komenda Rejonowa Racibórz – Koźle.
- 25.IV.47-30.VIII.47 – elew w 3 szkolnym pułku czołgów.
- 30.VIII.47-27.II.48 – starszy pisarz kancelarii ogólnej w Głównym Inspektoracie Broni Pancernej.
- 28.II.48-30.III.48 – starszy pomocnik kierownika referatu czołgowego w Centralnej Składnicy Sprzętu Pancernego.
- 31.III.48-29.IX.48 – magazynier żywnościowy w Wojskowym Sanatorium Przeciwgruźliczym.
- 30.IX.48-11.IX.49 – podchorąży Oficerskiej Szkoły Piechoty Nr 1 (ukończył z wynikiem bardzo dobrym).
- 12.IX.49-1.XI.50 – dowódca plutonu strzeleckiego w 27 zmotoryzowanym pułku piechoty (por.).
- 2.XI.50-4.VII.51 – kurs dowódców kompanii w Wyższej Szkole Piechoty (ukończył z wynikiem bardzo dobrym).
- 4.VII.51-12.1.52 – kierownik kreślarni w Głównym Inspektoracie Wyszkolenia Bojowego (kpt.).
- 13.I.52-14.II.52 – kierownik kreślarni Wydziału Ogólnego w Głównym Inspektoracie Wyszkolenia Bojowego (kpt.).
- 15.II.52-27.II.52 – adiutant zastępcy szefa Głównego Zarządu Wyszkolenia Bojowego (kpt.).
- 28.II.52-23.VIII.52 – pomocnik szefa Wydziału w Głównym Zarządzie Wyszkolenia Bojowego (mjr).
- 24.VIII.52-16.IV.54 – pomocnik szefa Oddziału Wyszkolenia Oficerów i Sztabów w Głównym Zarządzie Wyszkolenia Bojowego. (mjr).
- 17.IV.54-2.XI.54 – pomocnik szefa Wydziału Oficerów i Sztabów w Głównym Zarządzie Wyszkolenia Bojowego (mjr).
- 3.XI.54-30.IX.57 – słuchacz Fakultetu Ogólnowojskowego Akademii Sztabu Generalnego WP (ukończył z wynikiem bardzo dobrym).
- 1.X.57-4.XI.57 – w dyspozycji dowódcy Warszawskiego Okręgu Wojskowego.
- 5.XI.57-4.VIII.58 – dowódca kompanii piechoty zmotoryzowanej w 1 Praskim pułku zmechanizowanym. (kpt.).
- 5.VIII.58-7.IX.60 – dowódca batalionu piechoty zmotoryzowanej w 1 Praskim pułku zmechanizowanym (mjr).
- 8.IX.60-28.IX.61 – szef sztabu 3 pułku zmechanizowanego 1 Dywizji Zmechanizowanej (ppłk).
- 29.IX.61-11.II.62 – szef sztabu – zastępca dowódcy 3 pułku zmechanizowanego (ppłk).
- 12.II.62-8.I.63 – dowódca 3 pułku zmechanizowanego 1 Dywizji Zmechanizowanej (płk).
- 9.I.63-30.IX.66 – szef sztabu – zastępca dowódcy 3 Dywizji Zmechanizowanej.
- 1.X.66-20.VII.67 – słuchacz podyplomowego kursu operacyjno-strategicznego przy ASG WP.
- 21.VII.67-15.IV.68 – szef Wydziału II Doskonalenia Taktycznego Oddziału I Operacyjnego w sztabie Warszawskiego Okręgu Wojskowego. (płk).
- 16.IV.68-19.VIII.70 – p.o. szefa Oddziału I Operacyjnego w sztabie Warszawskiego Okręgu Wojskowego (płk).
- 20.VIII.70-23.IX.70 – szef Oddziału I Operacyjnego w sztabie Warszawskiego Okręgu Wojskowego (płk).
- 24.IX.70-21.IX.72 – p.o. dowódcy 9 Dywizji Zmechanizowanej (gen. bryg.).
- 22.IX.72-2.VIII.73 – dowódca 9 Dywizji Zmechanizowanej (gen. bryg.).
- 3.VIII.73-29.III.78 – dowódca 7 Dywizji Desantowej (gen. bryg.).
- 30.III.78-31.VII.83 – komendant Wyższej Szkoły Oficerskiej Wojsk Zmechanizowanych (gen. bryg.).

## Awanse
- podporucznik – 1949
- porucznik – 1951
- kapitan – 1954
- major – 1958
- podpułkownik – 1962
- pułkownik – 1967
- generał brygady – 1975

## Życie prywatne
Mieszkał we Wrocławiu. Pochowany w Warszawie wraz z żoną Hanną Eulalią Pijewską-Kozłowską (1933-2009). Miał dwie córki.

## Ordery i odznaczenia
- Krzyż Komandorski Orderu Odrodzenia Polski (IX.1981)
- Krzyż Oficerski Orderu Odrodzenia Polski (IX.1973)
- Krzyż Kawalerski Orderu Odrodzenia Polski (X.1968)
- Złoty Krzyż Zasługi (X.1960)
- Medal 30-lecia Polski Ludowej (VII.1974)
- Złoty Medal „Siły Zbrojne w Służbie Ojczyzny” (IX.1969)
- Srebrny Medal „Siły Zbrojne w Służbie Ojczyzny” (X.1962)
- Brązowy Medal „Siły Zbrojne w Służbie Ojczyzny” (IX.1954)
- Złoty Medal „Za Zasługi dla Obronności Kraju” (IX.1974)
- Srebrny Medal „Za Zasługi dla Obronności Kraju” (IX.1970)
- Brązowy Medal „Za Zasługi dla Obronności Kraju” (XII.1968)